# プリンス・ビラ
ピーラポンパーヌデート・パーヌパン親王（Prince Birabongse Bhanudej Bhanubandh, タイ語 : ร้อยเอก พระวรวงศ์เธอ พระองค์เจ้าพีรพงศ์ภาณุเดช หรือ พระองค์พีระ, 1914年7月15日 - 1985年12月23日）は、タイ王国の王子でアジア人初のF1ドライバーである。もっとも後生まで生きたラーマ4世（モンクット）の孫でもある。

## 名称
「プリンス・ビラ」または「B・ビラ」はヨーロッパで名づけられた愛称であり、 本名はピーラポンパーヌデート親王（プラオンチャオ階級、タイ語:พระวรวงศ์เธอพระองค์เจ้าพีรพงศ์ภาณุเดช）である。元の名前はモムチャオ＝ピーラポンパーヌデート・パーヌパン（タイ語:หม่อมเจ้าพีระพงศ์ภาณุเดช ภาณุพันธุ์）であったが、その功績により1927年11月8日にラーマ7世によってプラオンチャオに格上げされ、現在の名前となった。
なお「プリンス・ビラ」の「ビラ」と言う表記は、格上げ以前の名前であるピーラポンパーヌデートのサンスクリット的ローマ字表記である「Birabongse Bhanutej」を略した物である。

## プロフィール

### 生い立ち
1914年にタイ王国（当時は「シャム」と呼ばれていた）の王族、パーヌパン家の一員として、ラーマ4世の息子、パーヌパン親王とレック夫人の間に首都のバンコクで生まれた。なお、レック夫人はアジア通貨危機の際に失脚したチャワリット・ヨンチャイユット元首相の叔母である。

### イギリス留学
13歳のときに、当時のタイ王国の他の王族の子弟と同様にヨーロッパに留学することとなり、タイ王国と同じく絶対君主制のイギリスへ渡ることとなった。イギリスでは国内有数の名門校の一つであるイートン校からケンブリッジ大学のトリニティ・カレッジに進学し美術史を学んだ。
なお、この間にタイ王国では、プレーク・ピブーンソンクラームら官吏よって結成された人民党によって1932年にクーデターが勃発し、絶対君主制から立憲君主制へと移行したものの、帰国することはなくその後もイギリスに滞在し続けた。

### デビュー

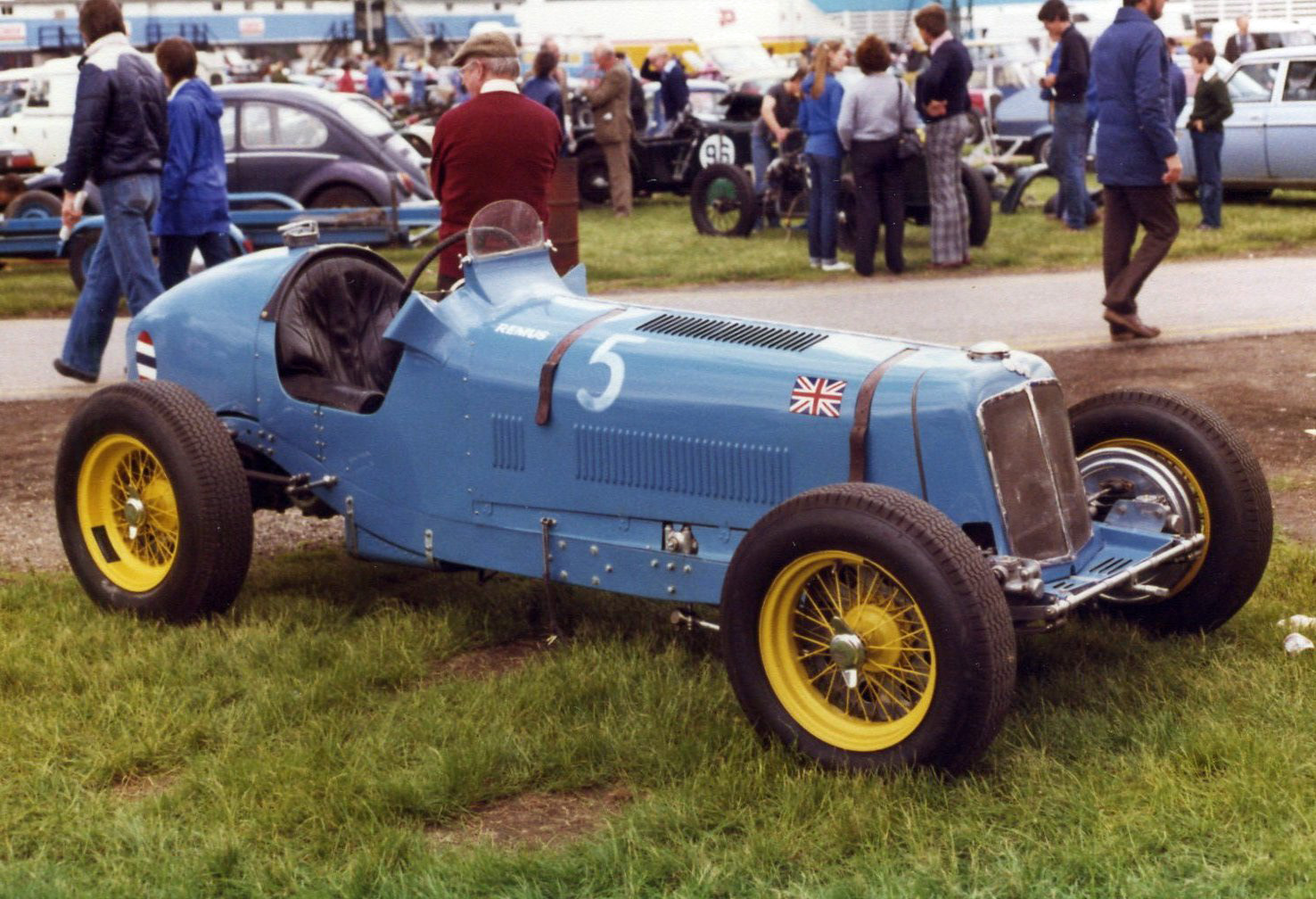
プリンス・ビラのERAR2B「ロムルス」

ケンブリッジ大学在学中の1935年に、友人かつ同じくタイの王族プリンス・チュラ（Prince Chula Chakrabongse）からプレゼントされたライレー・インプを、プリンス・チュラが率いる「ホワイトマウス・レーシング」のドライバーとしてブルックランズ・サーキットで最初のレースに出場して、2位に入賞する好成績を収めた。
このことをきっかけに、この年の暮れにERAR2B「ロムルス」を購入し、「ホワイトマウス・レーシング」のドライバーとして本格的にモータースポーツ活動を開始した。
その後、タイ王国のナショナルカラーに塗られたERAR2B「ロムルス」をドライブし、ドニントンパークで開催されたレースで2位と5位に入賞した。

### トップドライバー

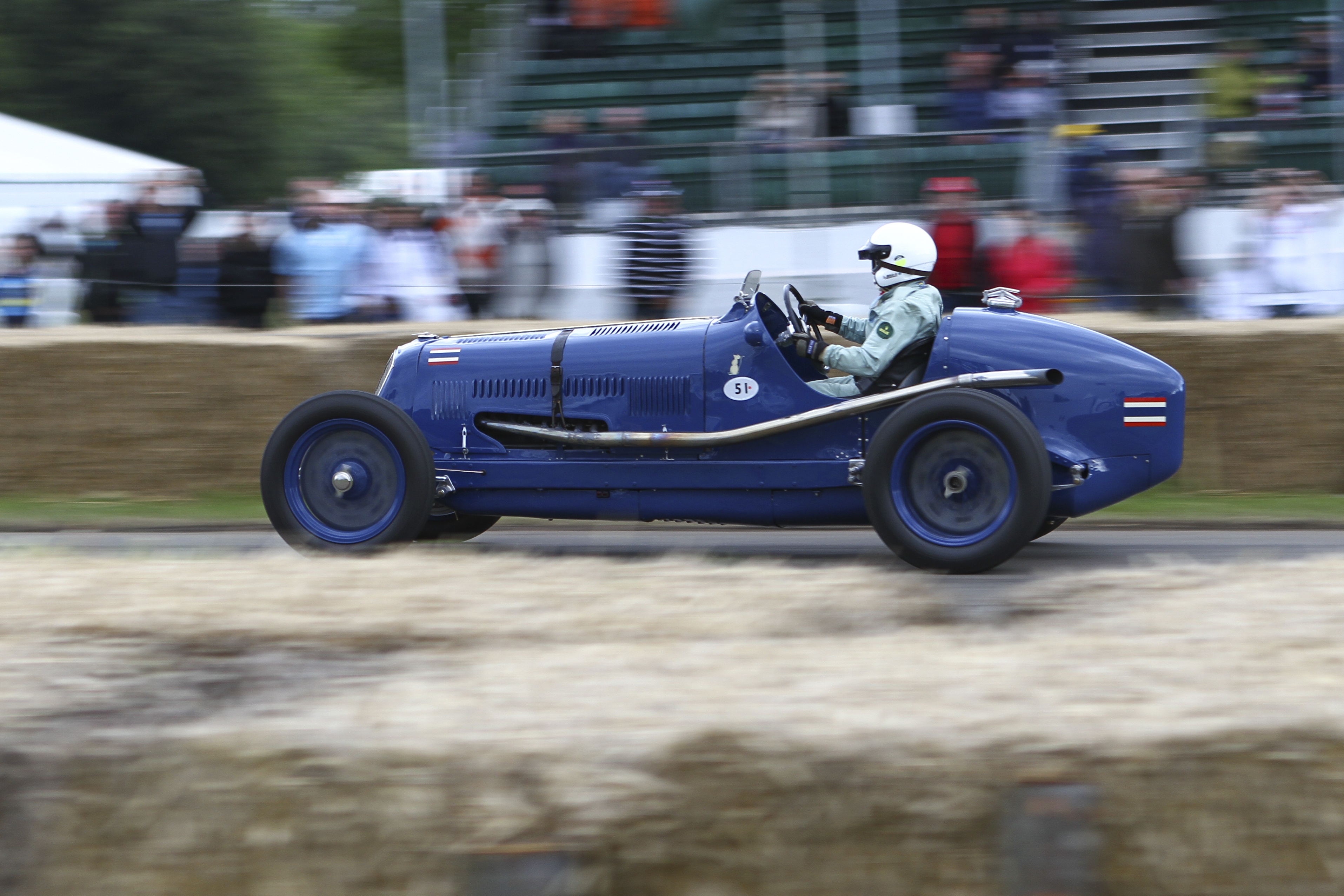
プリンス・ビラのマセラティ8CM

ERAR2B「ロムルス」の他にも、当時の最高峰マシンの1つであるマセラティ8CMなどをドライブし、その巧みなドライビングによってブルックランズで開催されたレースで3位で表彰台を獲得した。
また、ドニントンパークで開催されたレースで5位に入賞したほか、チームの本拠地であるイギリスを中心に第二次世界大戦前のヨーロッパにおいて数々の好成績を収めた。
さらに1939年にはアジア人として初めてル・マン24時間レースに参戦するなど、ジュゼッペ・ファリーナやタツィオ・ヌヴォラーリ、フシュケ・フォン・ハンシュタインなどと並び、当時のヨーロッパのモータースポーツ界におけるトップドライバーの1人として君臨した。

### 第二次世界大戦

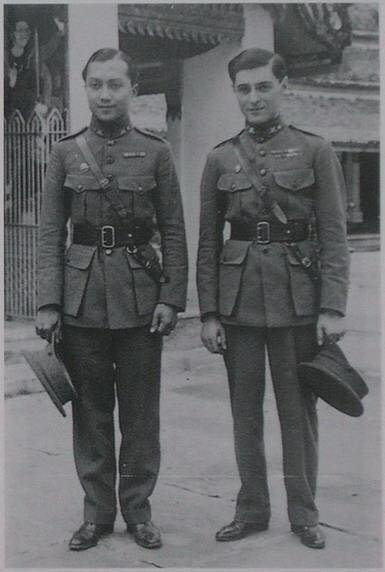
戦時中イギリスに残留したプリンス・ビラ（左）とプリンス・チュラ（右）

その後、1939年12月10日に故郷のバンコクで行われる予定であった「バンコク・グランプリ」にあわせ帰国する予定であったものの、同年9月の第二次世界大戦の勃発により、レーシングカーやドライバーのヨーロッパからの移動が難しくなったことからグランプリ開催が中止になった。
その上に、間もなくヨーロッパのほぼ全土が戦禍に覆われたためにタイへの帰国が困難になり、「ホワイトマウス・レーシング」のオーナー兼プリンス・ビラのマネージャーとなっていたプリンス・チュラとともにしばらくの間イギリスに留まることになる。
しかし、友好国であった日本とともに1941年12月に第二次世界大戦に枢軸国として参戦した母国の状況を憂い、イギリスでイギリス軍の市民兵として訓練を受けて防空業務に就く傍ら、イギリス政府と「自由タイ」などのタイ国内の親連合国派と連絡を取り、大戦後期における同国の連合国への鞍替えに尽力することとなる。
なお、その後1945年に入りタイ王国はビラの思惑通り連合国に鞍替え参戦したため、戦勝国として終戦を迎えることになる。なお、大戦期間中にはイギリスにおける全てのモータースポーツが停止されていたこともあり、ドライバーとしての活動は行っていない。

### F1参戦

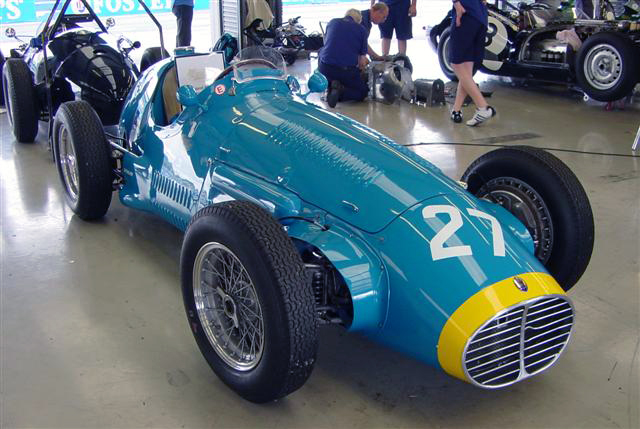
タイのナショナルカラーにカラーリングが施されたマセラティA6GCM

終戦後の1947年からレーシングドライバーとしてヨーロッパのモータースポーツ界に復帰した。すでに全盛期は過ぎていたものの、1950年にスタートしたF1世界選手権の第1戦・イギリスGPより、イタリアの名門メーカーであるマセラティのワークスチームのエンリコ・プレートのドライバーとして参戦した。
なお、ビラはアジア人として初のF1ドライバーであり、1987年にロータスからシリーズ参戦を果たした日本人ドライバーの中嶋悟のデビューまでは、唯一シリーズ参戦した、そして初の「グレーテッド・ドライバー（2回以上の入賞を果たしたドライバー）」となったアジア人ドライバーでもあった。
1952年はシムカ=ゴルディーニからワークスドライバーとして参戦。翌1953年はコンノートのワークスドライバーとして参戦（最終戦のみスクーデリア・ミラノのマセラティをドライブ）した。1954年はマセラティに戻り、この年のスペインGPまでの間に全19戦に参戦、最高位4位の成績をおさめた。
また、1954年には戦前にも参戦したル・マン24時間レースに参戦したほか、非選手権のF1レースにおいては、1955年に行われたニュージーランドGPで引退するまでに2勝を挙げた。

### 引退後

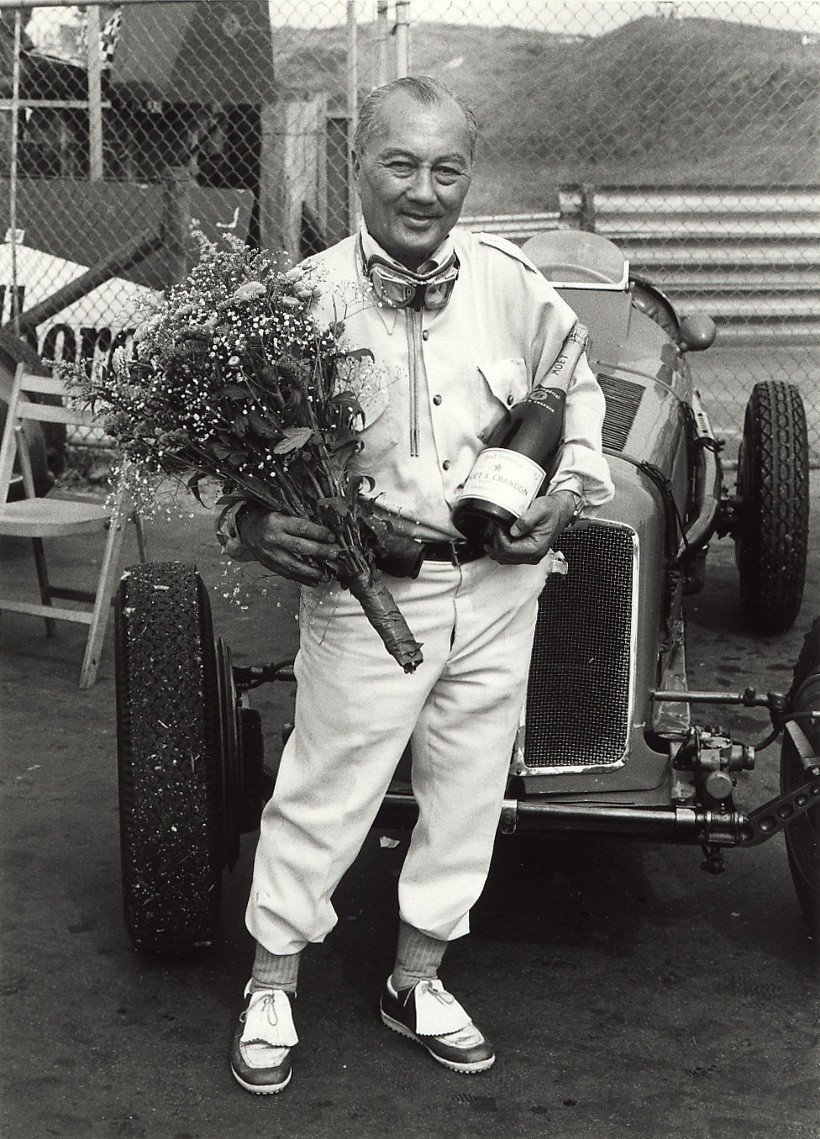
セレモニーに出席した晩年のビラ（1983年）

引退後はフランスに居を構え、その後タイへ戻り自動車関連のビジネスを行った。その後はタイとヨーロッパ間を頻繁に往復しつつ、タイのセーリングの代表選手として複数回のオリンピックに参加した他、タイ王国のモータースポーツの振興に尽力した。

### 死去
1985年に、ロンドン地下鉄のバロンズ・コート駅で心臓麻痺により死去した。現在、タイのパタヤにあるサーキット「ビラ・サーキット」に名前がつけられるなど、「アジア最初のF1ドライバー」としてその名が刻まれているだけでなく、創成期のF1を代表するドライバーの1人としても世界的に著名である。

## オリンピック
レーシングドライバーを引退した翌年の1956年に開催された夏季オリンピックであるメルボルンオリンピック以降、1960年に開催されたローマオリンピック、1964年に開催された東京オリンピック、1972年に開催されたミュンヘンオリンピックの計4回、タイのセーリングの代表選手として参加した。

## プライベート
1938年1月にイギリス人のシリル・ヘイコックと結婚したが、1949年に離婚した。その後1951年にアルゼンチン人のチェリータと再婚し1男をもうけたものの、1956年にタイへ戻ったビラと同行することを嫌がったことから同年に離婚した。翌年にサリカ・カランタノンダと再々婚したが、後に別居することとなった。

## レース戦績

### F1
| 年     | 所属チーム                     | シャシー | 1       | 2     | 3      | 4       | 5       | 6       | 7       | 8       | 9      | WDC       | ポイント |
| ------ | ------------------------------ | -------- | ------- | ----- | ------ | ------- | ------- | ------- | ------- | ------- | ------ | --------- | -------- |
| 1950年 | マセラティ／エンリコ・プラーテ | 4CLT/48  | GBR Ret | MON 5 | 500    | SUI 4   | BEL     | FRA     | ITA Ret |         |        | 8位       | 5        |
| 1951年 | マセラティ／エキュリー・シャム | 4CLT/48  | SUI     | 500   | BEL    | FRA DNA | GBR     | GER DNA | ITA     | ESP Ret |        | NC (63位) | 0        |
| 1952年 | ゴルディーニ                   | Type 15  | SUI Ret | 500   | BEL 10 |         |         |         |         |         |        | NC (45位) | 0        |
| 1952年 | ゴルディーニ                   | Type 16  |         |       |        | FRA Ret | GBR 11  | GER     | NED     | ITA     |        | NC (45位) | 0        |
| 1953年 | コンノート                     | Type A   | ARG     | 500   | NED    | BEL     | FRA Ret | GBR 7   | GER Ret | SUI     |        | NC (27位) | 0        |
| 1953年 | マセラティ／ミラノ             | A6GCM    |         |       |        |         |         |         |         |         | ITA 11 | NC (27位) | 0        |
| 1954年 | マセラティ                     | A6GCM    | ARG 7   | 500   |        |         |         |         |         |         |        | 17位      | 3        |
| 1954年 | マセラティ／B. ビラ            | 250F     |         |       | BEL 6  | FRA 4   | GBR Ret | GER Ret | SUI     | ITA     | ESP 9  | 17位      | 3        |
| 1955年 | マセラティ／B. ビラ            | 250F     | ARG     | MON   | 500    | BEL DNA | NED     | GBR     | ITA     |         |        | NC        | 0        |

### ル・マン24時間レース
| 年     | チーム                       | コ・ドライバー     | 使用車両                        | クラス | 周回数 | 総合順位 | クラス順位 |
| ------ | ---------------------------- | ------------------ | ------------------------------- | ------ | ------ | -------- | ---------- |
| 1939年 | レイモン・ソメール           | レイモン・ソメール | アルファロメオ・6C 2500SS       | 3.0    | 173    | DNF      | DNF        |
| 1954年 | アストンマーティン・ラゴンダ | ピーター・コリンズ | アストンマーティン・DB3S クーペ | S 3.0  | 138    | DNF      | DNF        |